# 上台墓地
上台墓地，位于中国青海省海晏县金滩乡道阳村，为青海省市县级文物保护单位，公布日期为1988年5月19日，类型为古墓葬。
上台墓地的历史年代为卡约文化。